# 黄胜年
黄胜年（1932年2月10日—2009年1月8日），男，江苏太仓人，中国核物理学家，中国原子能科学研究院研究员，曾任核工业研究生部主任。长期从事中子物理与原子核裂变的实验研究和组织工作。

## 生平
1950年至1952年在清华大学物理系学习。1952年至1955年在苏联列宁格勒大学物理系学习。1991年当选为中国科学院学部委员（院士）。